# Майка България (Плевен)
Вижте пояснителната страница за други значения на Майка България.
Паметник „Майка България“ (известен и като „Паметник на столетието“) е монумент в Плевен, издигнат по случай 100-годишнината от Освобождението на България.

## История
Паметникът е открит на 10 декември 1978 г. Притежава статут на недвижима културна ценност и представлява историческо място, свързано с Руско-турската освободителна война 1877 – 1878 г.
Статуята е дело на скулптура Димитър Бойков и арх. Атанас Атанасов.

## Местоположение
Намира се пред входа на Скобелевия парк-музей, на адрес ул. „Генерал Скобелев“, Плевен.

## Композиция
Паметникът се състои от женска фигура, разкъсваща робски вериги, на фона на стилизирано „дърво столетник“ от бетон с височина 27 м. Скърбящата жена символизира майките и съпругите на загиналите.